# Munir Mohand Mohamedi
Munir Mohand Mohamedi El Kajoui (Melilla, España, 10 de mayo de 1989) es un futbolista marroquí que juega como portero en el Renaissance de Berkane de la Liga de Fútbol de Marruecos.

## Trayectoria
Debutó como profesional en la temporada 2008-09 en la Asociación Deportiva Ceuta, tras una temporada en el conjunto ceutí se incorporó a la Unión Deportiva Almería para jugar en su equipo filial. Se mantuvo en dicho equipo una sola temporada al término de la cual, en 2010 se unió a la Unión Deportiva Melilla, equipo en el que su importancia ha ido aumentando en los últimos años hasta lograr firmar por el CD Numancia.
Participó en el Mundial de 2018 con su selección, siendo titular en los tres partidos y no pasando de la fase de grupos. Al finalizar la competición fichó por el Málaga C. F., equipo en el que militó por un periodo de dos campañas, consiguiendo en la temporada 2019-20 el Trofeo Zamora de segunda división con un coeficiente de 0,76 derivado de 29 goles recibidos en 39 partidos.
El 4 de septiembre de 2020 firmó por el Hatayspor de la Superliga de Turquía. Tras dos años allí, en junio de 2022 se unió al Al-Wehda Club saudí. En este equipo también estuvo un par de temporadas y en julio de 2024 fichó por el Renaissance de Berkane, siendo esta la primera vez que iba a jugar en un equipo marroquí.

## Selección nacional

### Participaciones en Copas del Mundo
| Mundial      | Sede  | Resultado      | Partidos | Goles |
| ------------ | ----- | -------------- | -------- | ----- |
| Mundial 2018 | Rusia | Fase de grupos | 3        | 0     |
| Mundial 2022 | Catar | Cuarto puesto  | 1        | 0     |

## Clubes
| Club                   | País           | Año       |
| ---------------------- | -------------- | --------- |
| A. D. Ceuta            | España         | 2008-2009 |
| U. D. Almería "B"      | España         | 2009-2010 |
| U. D. Melilla          | España         | 2010-2014 |
| C. D. Numancia         | España         | 2014-2018 |
| Málaga C. F.           | España         | 2018-2020 |
| Hatayspor              | Turquía        | 2020-2022 |
| Al-Wehda Club          | Arabia Saudita | 2022-2024 |
| Renaissance de Berkane | Marruecos      | 2024-     |

## Palmarés

### Torneos internacionales
| Título           | Selección                     | Sede  | Año  |
| ---------------- | ----------------------------- | ----- | ---- |
| Juegos Olímpicos | Selección sub-23 de Marruecos | París | 2024 |

### Distinciones individuales
| Distinción                     | Año     |
| ------------------------------ | ------- |
| Trofeo Zamora segunda división | 2019-20 |